# Anadara oceanica
Anadara oceanica is een tweekleppigensoort uit de familie van de Arcidae. De wetenschappelijke naam van de soort is voor het eerst geldig gepubliceerd in 1831 door Lesson.